# Santuari Futarasan
El Santuari Futarasan (二荒山神社, Futarasan-jinja) és un santuari xintoista situat a la ciutat de Nikkō, prefectura de Tochigi, al Japó. El seu nom oficial és Santuari Nikkō Futarasan (日光二荒山神社, Nikkō Futarasan-jinja), per distingir-lo del santuari situat a Utsunomiya, que té el mateix nom. Es troba dins el Parc nacional de Nikkō, al peu de la muntanya Nantai, i cobreix una superfície de 3.400 hectàrees, amb una gran quantitat de boscos dins el seu terreny. Forma part del conjunt «Santuaris i temples de Nikkō», declarat com a Patrimoni de la Humanitat per la UNESCO el 1999.

## Història
Va ser fundat el 767 pel monjo budista Shōdō i originalment va ser un temple budista, però després va ser transformat en santuari xintoista. Se li rendeix tribut als kami Ōkuninushi, Takirihime i Ajisukitakahikone, que són representats respectivament per la muntanya Nantai, la muntanya Nyohō i la muntanya Tarō. El santuari està compost de diversos edificis, construïts en diferents èpoques, encara que la majoria al principi del Període Tokugawa.
El recinte principal Honden, i el seu edifici veí Haiden; van ser construïts el 1619. El primer va ser traslladat el 1645, i el segon reconstruït aquest mateix any per aprofitar l'espai deixat pel seu veí. El recinte Shin-yosha va ser construït el 1617, com un lloc de veneració part del santuari Tōshōgū, però va ser traslladat en dues ocasions, el 1638 i el 1641, formant part actualment de Futarasan-jinja. Conserva el seu estil arquitectònic original, i se'l considera com la font d'informació més antiga de l'estil utilitzat en les primeres etapes de construcció de Tōshōgū.

## Característiques
El santuari està format per diverses estructures, 23 de les quals estan nomenades com a Béns culturals importants pel govern japonès:
- Shinkyō (神橋, «pont sagrat»): situat als afores del santuari i creua el riu Daiya, va ser construït en el període Muromachi i reformat el 1636;
- Honden (本殿): és el santuari principal. Va ser construït el 1619, i traslladat el 1645 al seu lloc actual;[4]
- Santuari Mitomo (朋友神社, Mitomo-jinja): fundat el 848, és un petit santuari on se li rendeix tribut al kami Sukunahikona. Celebra un festival el 15 de maig;
- Santuari Hie (日枝神社, Hie-jinja): fundat el 848, és un petit santuari on se li rendeix tribut al kami Ōyamakui. Celebra un festival el 15 de juny.

El festival principal del santuari Futarasan és el Festival de Yayoi (弥生祭, Yayoi-sai), que se celebra entre el 13 i el 17 d'abril.

## Galeria

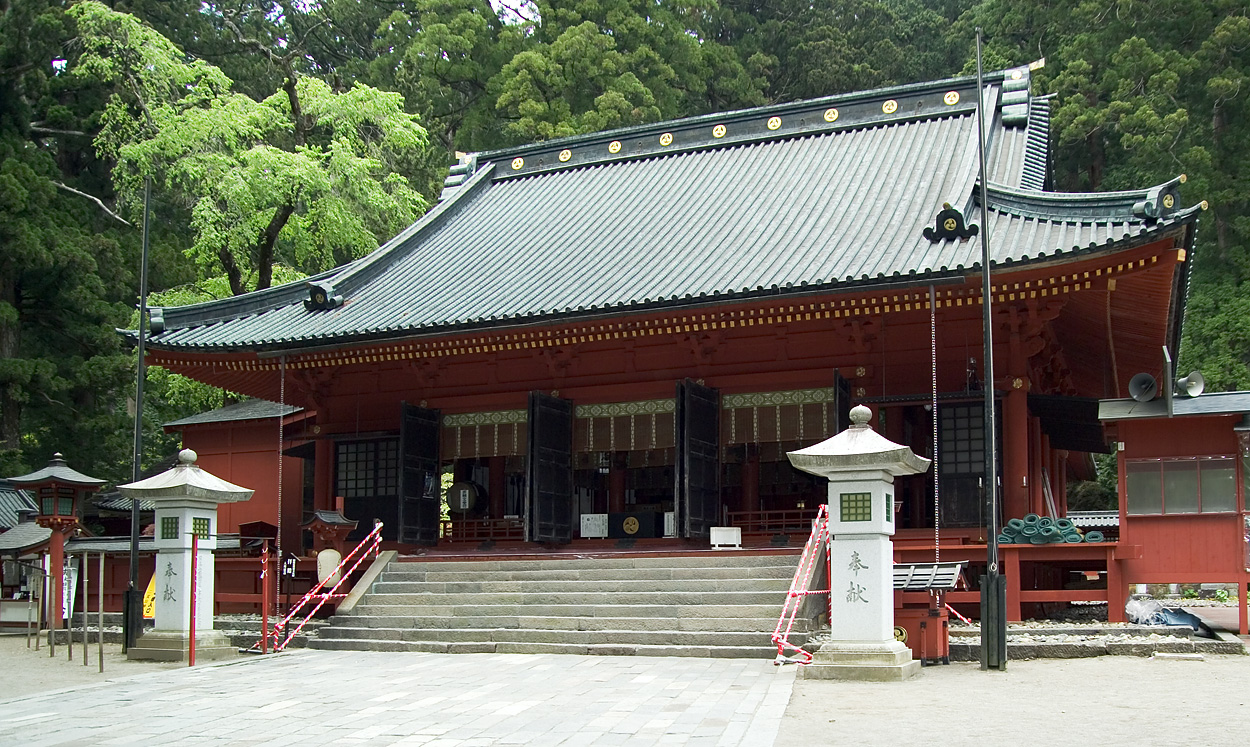
Haiden.
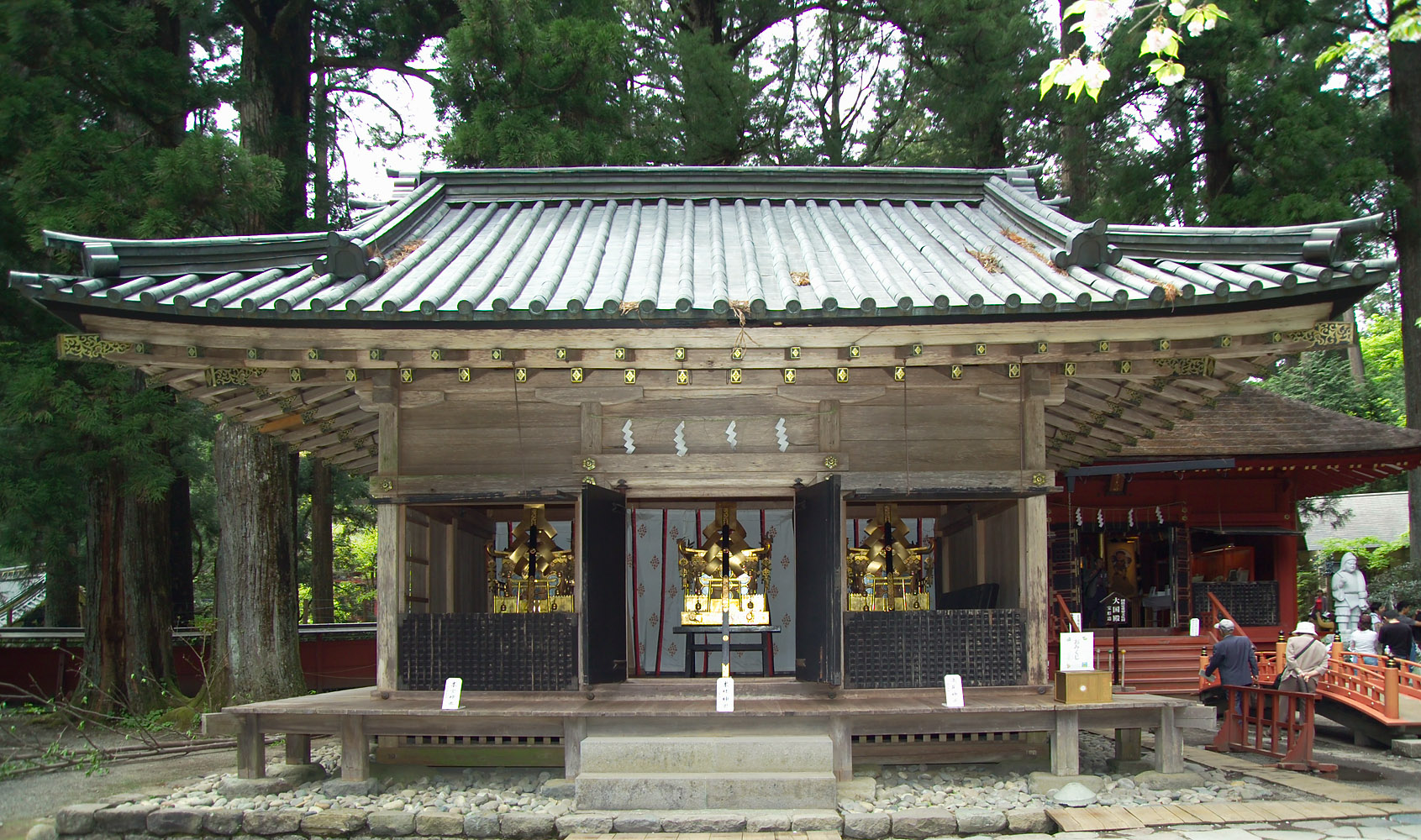
Shin-yosha.
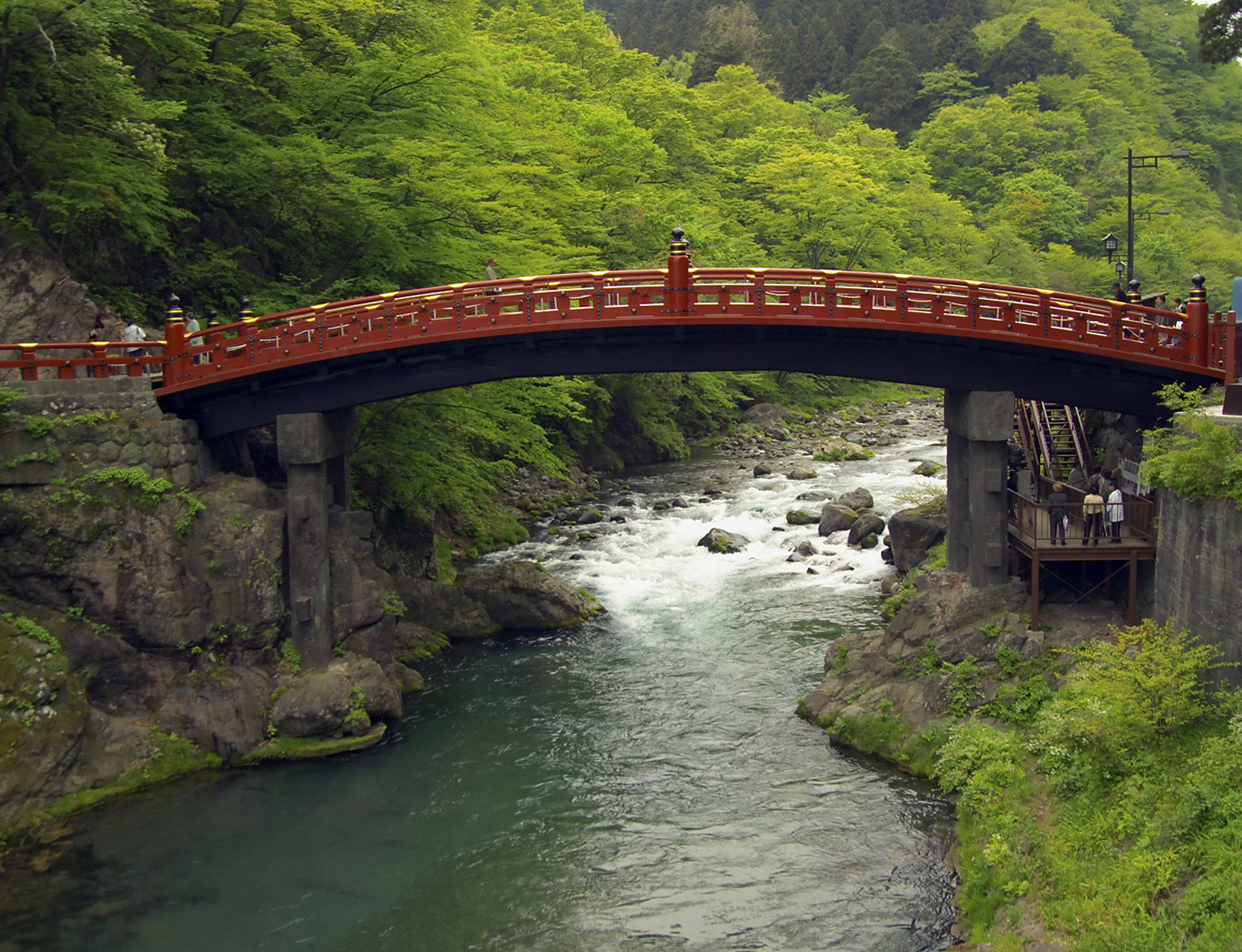
Pont Shinkyo.
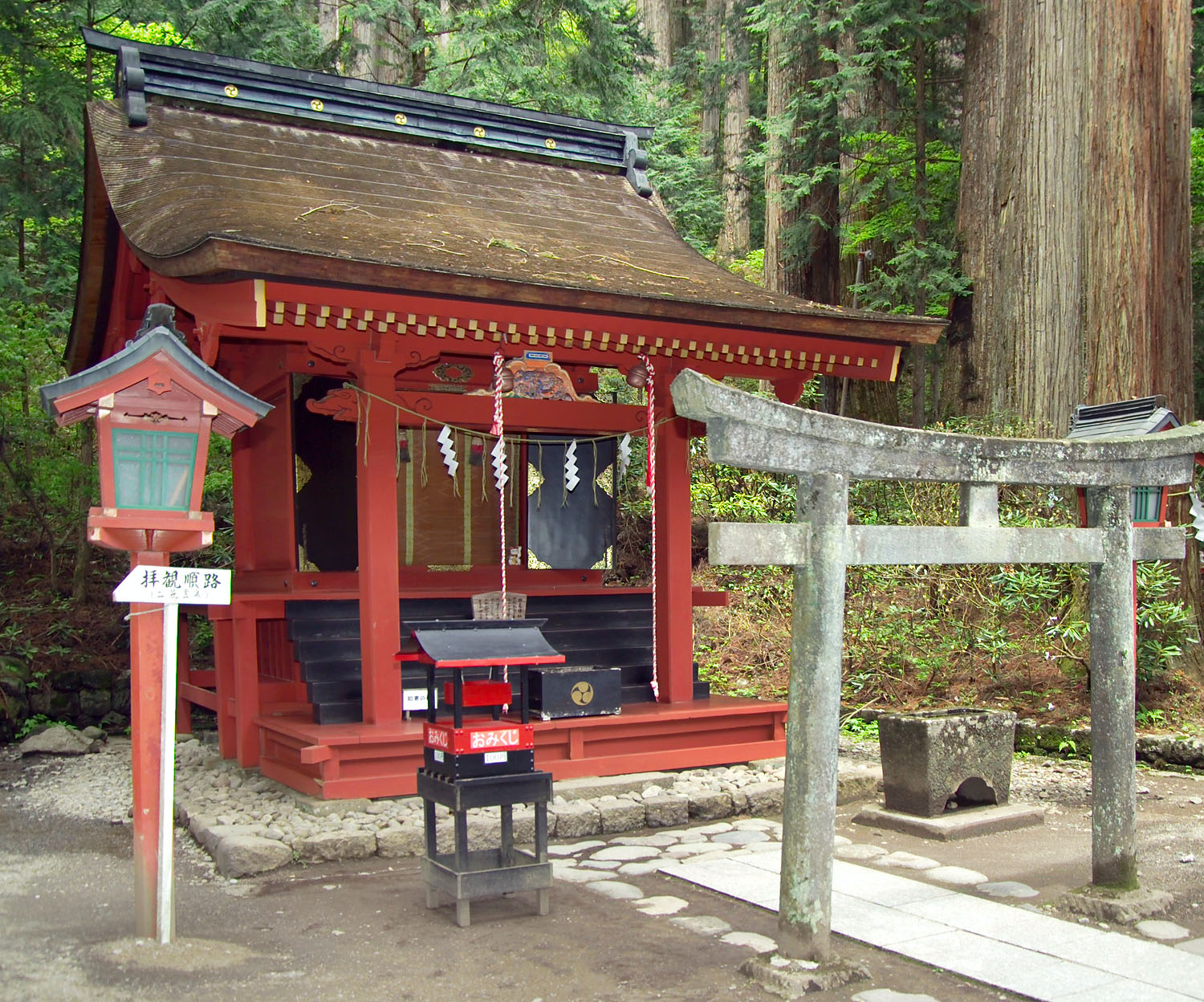
Santuari Mitomo.